# Zeisenbronn
Zeisenbronn (fränkisch: Dsausnbrunn) ist ein Gemeindeteil der Stadt Scheinfeld im Landkreis Neustadt an der Aisch-Bad Windsheim (Mittelfranken, Bayern). Zeisenbronn liegt in der Gemarkung Schnodsenbach.

## Lage
Das Dorf liegt am Osthang des Schwarzenberger Waldes. Innerorts entspringt der Gänsgraben, der knapp 3 km südwestlich von links in die Scheine mündet. Die Kreisstraße NEA 25 führt zur Staatsstraße 2261 bei Einsiedelei (0,5 km östlich) bzw. nach Erlabronn (0,9 km nördlich). Die Kreisstraße NEA 28 führt nach Schnodsenbach (2,3 km südwestlich).

## Geschichte
Der Ort wurde im Jahr 1405 als „Zeyssenbrun“ erstmals erwähnt im Zusammenhang mit dem Schwarzenberger Burgfrieden im selben Jahr bei der Erwerbung der Burg Schwarzenberg durch Erkinger von Seinsheim. Das Bestimmungswort des Ortsnamens kann ‚zeiʒ‘ (mhd. für zart, anmutig) oder ‚zūse‘ (mhd. für Gestrüpp) sein.
Im Rahmen des Gemeindeedikts (frühes 19. Jahrhundert) wurde Zeisenbronn dem Steuerdistrikt Kornhöfstadt und der Ruralgemeinde Schnodsenbach zugeordnet. Am 1. Januar 1972 wurde Zeisenbronn im Zuge der Gebietsreform in Bayern nach Scheinfeld eingemeindet.

### Ehemaliges Baudenkmal
- Haus Nr. 1: Zweigeschossiges verputztes Wohnhaus von drei zu drei Achsen, im Türsturz bezeichnet „S 18 · 26 M“. Erdgeschoss Bruchstein, Obergeschoss und Giebel wohl später in Fachwerk verputzt. Geknickte Eckpilaster sowie Tür- und Fensterrahmen Haustein.[10]

### Einwohnerentwicklung
| Jahr      | 001818 | 001840 | 001861 | 001871 | 001885 | 001900 | 001925 | 001950 | 001961 | 001970 | 001987 |
| Einwohner | 68     | 65     | 53     | 62     | 52     | 48     | 44     | 38     | 51     | 55     | 51     |
| Häuser    | 9      | 10     |        |        | 10     | 10     | 11     | 9      | 8      |        | 13     |
| Quelle    | [ 7 ]  | [ 12 ] | [ 13 ] | [ 14 ] | [ 15 ] | [ 16 ] | [ 17 ] | [ 18 ] | [ 19 ] | [ 20 ] | [ 1 ]  |

## Religion
Zeisenbronn ist seit der Reformation evangelisch-lutherisch geprägt und nach St. Michael (Schnodsenbach) gepfarrt.